# Station La Faloise
Station La Faloise is een spoorwegstation in de Franse gemeente La Faloise.